# إيزيس رودريغيز
إيزيس رودريغيز (بالإنجليزية: Isis Rodriguez)‏ هي رسامة أمريكية، ولدت في 1964.